# Батьківський Петро Анатолійович
Петро Анатолійович Батьківський (22 грудня 1985, с. Кутківці (нині — однойменний район Тернополя) — 6 березня 2022, Донецька область) — лейтенант Збройних сил України. Кавалер ордена «За мужність» III ступеня (2022, посмертно). Почесний громадянин міста Тернополя (2022, посмертно).

## Життєпис
Петро Батьківський народився 22 грудня 1985 року в селі Кутківцях (нині — однойменний район Тернополя).
Закінчив Тернопільську загальноосвітню школу № 25, Національну академію сухопутних військ імені гетьмана Петра Сагайдачного (2021).
З 2009 року чоловік служив у ЗСУ на контрактній основі. Під час окупації АР Крим у м. Феодосія тримав оборону військової частини, де потрапив до полону. Після звільнення з полону добровільно взяв участь у російсько-українській війні, зокрема у 2014—2017 роках пройшов Широкине, Талаківка, Гранітне, Лебединське, Водяне, Комінтернове, Троїцьке, Попасна Луганської та Донецької областей. Був командиром 1-ї мотопіхотного взводу 3-ї мотопіхотної роти. Служив у 44-й окремій артилерійській бригаді м. Тернопіль. Пізніше обійняв посаду командира 1 мотопіхотного взводу 3 мотопіхотної роти 21-го окремого мотопіхотного батальйону «Сармат», підпорядкованого 56-ій окремій мотопіхотній бригаді.
З вересня 2021 року підрозділ під його командуванням локалізувався у селищі Піски Донецької області. 6 березня 2022 року отримав наказ про передислокацію — тримав оборону на панівній висоті. Загинув у бою.
Похований 10 квітня 2022 року на Кутківецькому цвинтарі.

## Нагороди
- орден «За мужність» III ступеня (2022, посмертно) — за особисту мужність і самовіддані дії, виявлені у захисті державного суверенітету та територіальної цілісності України, вірність військовій присязі[2];
- почесний громадянин міста Тернополя (22 серпня 2022, посмертно)[3];
- відзнака президента України «За участь в антитерористичній операції».